# Румянчо Горанов
Румянчо Горанов Радев (по-известен като Румен Горанов), е бивш български футболист, вратар на Локомотив (София) и България, една от легендите на Локомотив (София).

## Кариера
През ученическите си години е живял в Долна Митрополия. Играл е за Спартак (Плевен) (1967-1970), Левски (София) (1970-1971), Локомотив (София) (1971-1982) и в Апоел (Кипър) (1982-1989). Има 261 мача в А група (14 мача за Спартак (Пл), 2 мача за Левски и 245 мача за Локомотив). Шампион на България през 1978 с Локомотив и двукратен носител на купата на страната през 1971 с Левски и през 1982 г. с Локомотив. Има 34 мача за А националния отбор (1971-1979), 2 мача за Б националния, 11 мача за младежкия и 5 мача за юношеския национален отбор. Участва на СП-1974 в Германия (в 2 мача). За Локомотив има 14 мача в евротурнирите (4 за КЕШ, 2 за КНК и 8 за купата на УЕФА). Футболист № 1 на България за 1978 г. „Майстор на спорта“ от 1974 г. Отличава се с добри рефлекси, взаимодействие със съотборниците си, с верен поглед върху играта. Той е пример за спортно дълголетие - играе до 39-годишна възраст. Сега е член на Комитета за организиране на състезанията в БФС (бивша СТК). Баща е на футболиста на Локомотив (София) Румен Горанов.